# Valença (Rio de Janeiro)
Valença, amtlich portugiesisch Município de Valença,  ist eine Stadt in Brasilien im Süden des Bundesstaates Rio de Janeiro.
Die Stadt auf einer mittleren Höhe von 560 Metern umfasst ca. 1300,7 km² und ist an Fläche die zweitgrößte im Bundesstaat Rio de Janeiro. Die Bevölkerung wurde zum 1. Juli 2020 auf 76.869 Einwohner geschätzt, die Valencianos genannt werden.

## Geschichte
Der Ort wurde am 17. August 1823 als Vila de Valença in der Provinz Rio de Janeiro gegründet und am 29. September 1857 zur Stadt mit Selbstverwaltungsrecht erhoben.
Valença ist Sitz des Bistums Valença.

## Söhne und Töchter der Stadt
- Alair Gomes (1921–1992), Kunstphotograph, Naturwissenschaftler
- Rosinha de Valença (1941–2004), Gitarristin, Sängerin und Komponistin
- Mariléia dos Santos (* 1963), Fußballspielerin
- Paulo César Costa (* 1967), römisch-katholischer Geistlicher und Erzbischof von Brasília